# Санта-Пола
Санта-Пола (валенс. Santa Pola, ісп. Santa Pola) — муніципалітет в Іспанії, у складі автономної спільноти Валенсія, у провінції Аліканте. Населення — 36 174 особи (2022).

## Географія
Муніципалітет розташований на відстані близько 370 км на південний схід від Мадрида, 18 км на південь від Аліканте.

## Демографія
Динаміка населення (INE ):

## Галерея зображень

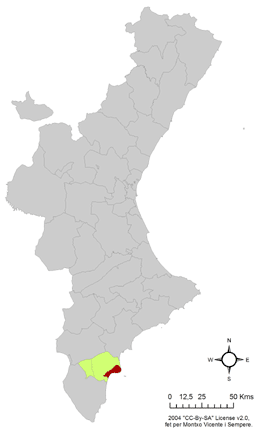
Розташування муніципалітету Санта-Пола у автономній спільноті Валенсія
Розташування муніципалітету Санта-Пола у комарці Бахо-Віналопо
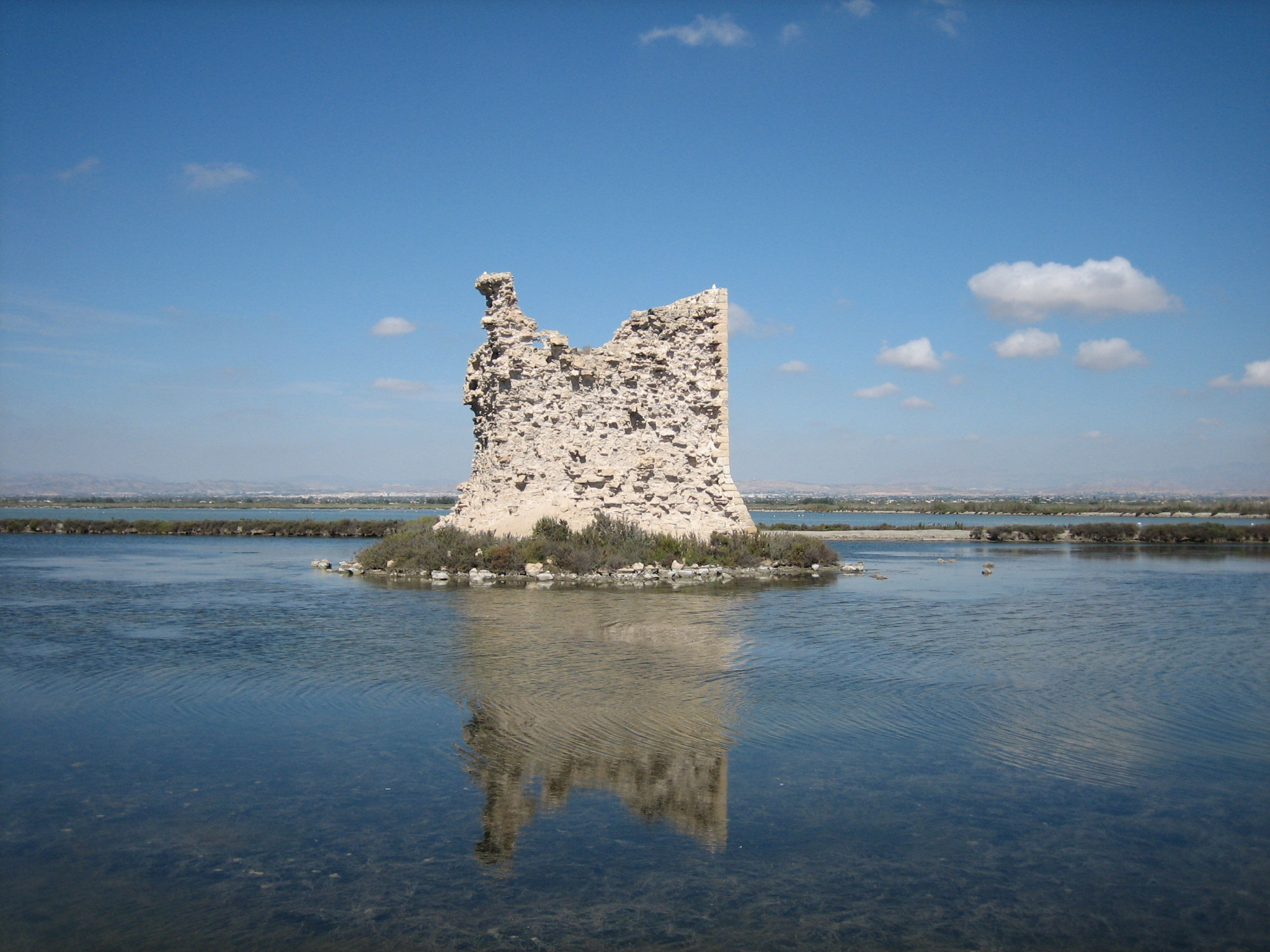
Вежа Тамаріт
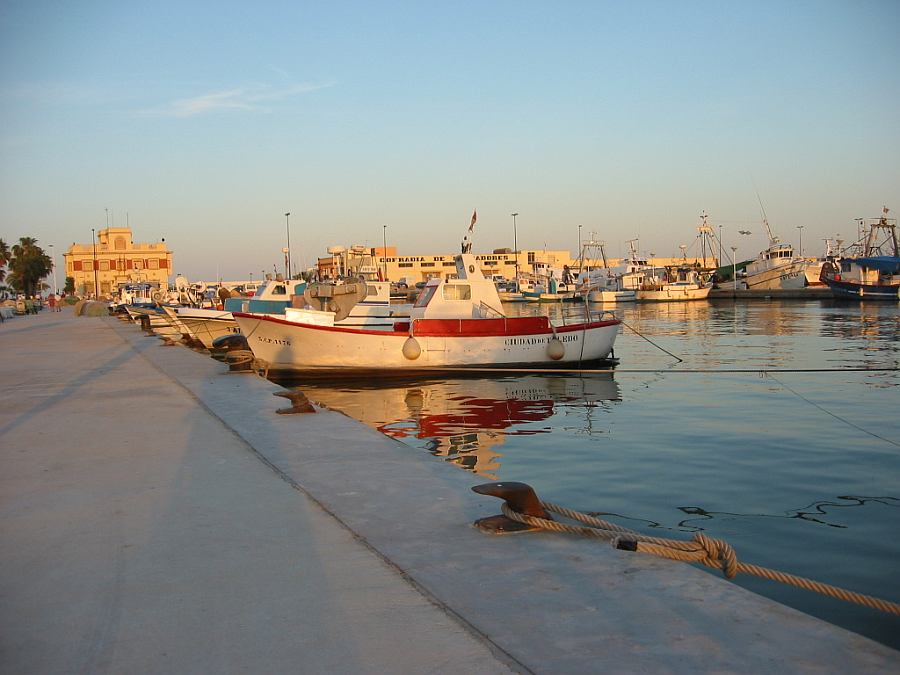
Панорама порту